# ميخائيل ويستون كينغ
ميخائيل ويستون كينغ (بالإنجليزية: Michael Weston King)‏ هو كاتب أغاني وموسيقي بريطاني، ولد في 11 نوفمبر 1961 في ديربيشاير في المملكة المتحدة.

## وصلات خارجية
- ميخائيل ويستون كينغ على موقع ميوزك برينز (الإنجليزية)
- ميخائيل ويستون كينغ على موقع ديسكوغز (الإنجليزية)